# Piotr Zygo
Piotr Zygmunt Zygo (ur. 18 grudnia 1968 w Warszawie) – polski działacz sportowy i menedżer, z wykształcenia historyk. Pracownik sektora bankowego (Eurobank i Lukas Bank), telekomunikacyjnego (TPSA) oraz telewizyjnego (Wizja TV, ITI Neovision). Od 4 maja 2004 do 24 kwietnia 2007 oraz od 8 maja 2012 do 10 grudnia 2012 prezes klubu piłkarskiego Legia Warszawa.
W latach 2008–2019 był prezesem Multikina – sieci kin.